# Phare de Punta Tuna
Le phare de Punta Tuna (en anglais : Punta Tuna Lighthouse) est un phare actif situé au sud-est de Maunabo, sur Punta Tuna (ceb), à Porto Rico. Il est géré par l'United States Coast Guard.
Il est référencé dans le registre national des lieux historiques sous la tutelle du Gouvernement fédéral des États-Unis depuis le 22 octobre 1981.

## Histoire
Punta Tuna est un promontoire du sud-est de porto Rico. Le phare a été mis en service en 1892 et automatisé en 1989. À l'origine, il s’agissait d’un phare de troisième ordre servant de phare principal reliant les systèmes d’éclairage sud et est de l’île. Il a été construit entre le 13 mars 1891 et le 29 septembre 1893. La construction finale a été prise en charge par le corps d'ingénieurs espagnol. À l'origine il avait été nommé phare de Mala Pascua d'après un cap à l'ouest. Il a été déplacé et renommé afin que le feu puisse effectuer une double tâche d'avertissement au large du récif de Sargent.
Le 8 août 1899, le phare a subi l'ouragan San Ciriaco. il est resté intact mais la ville a souffert de gros dégâts.
Le 12 avril 1900, une loi du Congrès (31 Stat. L., 77, 80) a étendu la compétence du Service des phares aux phares de Porto Rico et aux eaux américaines adjacentes. Le 1er 1900 l'United States Lighthouse Board prend en charge les phares de Porto Rico. Le 13 septembre 1928, l'ouragan San Felipe frappe le phare sans dommage apparent, mais les logements de la ville sont presque totalement détruits. Il a de nouveau été endommagé par l'ouragan Maria le 20 septembre 2017. Le logement du phare, la façade extérieure et la végétation environnante ont tous été endommagés et certains arbres ont été complètement abattus.
En 2007, le gouvernement de Porto Rico a acheté une zone près du phare pour créer une zone de conservation. Le phare a été restauré par la ville de Maunabo et il est ouvert au public du mercredi au dimanche. La lentille de Fresnel d'origine de 3e ordre de frabication française Barbier, Bénard et Turenne, quelque peu endommagée par des vandales, reste dans la tour mais n’est plus utilisée. Un objectif optique de 190 mm la remplace.
En juin 2011, l'Administration des services généraux a mis le phare de Punta Tuna Light (ainsi que 11 autres) à la disposition gratuite des organisations publiques désireuses de le préserver.

## Description
Le phare  est une tour octogonale en brique, avec une galerie et une lanterne de 15 m de haut, s'élevant d'une maison de gardien d'un étage. La tour est peinte en blanc et la lanterne est noire. Il émet, à une hauteur focale de 34 m, deux brefs éclats blancs de 0.2 seconde espacés de 10 secondes, par période de 30 secondes. Sa portée est de 16 milles nautiques (environ 30 km).

Identifiant : ARLHS : PUR-016 ; USCG : 3-31800 - Amirauté : J5545 - NGA : 110-14512 .
|          |
| Le phare |

|          |
| Le phare |

## Caractéristique dufeu maritime
Fréquence : 30 secondes (W-W)
- Lumière : 0.2 seconde
- Obscurité : 9.8 secondes
- Lumière : 0.2 seconde
- Obscurité : 19.8 secondes